# 清川町 (金沢市)
清川町 （きよかわまち）は、石川県金沢市の地名。

## 地理
- 隣は、野町、十三間町、寺町。

## 小・中学校の学区
- 金沢市立犀桜小学校、金沢市立城南中学校。金沢市立十一屋小学校、金沢市立泉野小学校、金沢市立野田中学校。